# Eupoecilia kruegeriana
Eupoecilia kruegeriana es una especie de polilla del género Eupoecilia, familia Tortricidae.
Fue descrita científicamente por Razowski en 1993.

## Distribución
Se encuentra en Sudáfrica.